# Rhadinella anachoreta
Rhadinella anachoreta es una especie de serpiente que pertenece a la familia Dipsadidae. Su área de distribución incluye Guatemala, Belice y Honduras. Su hábitat natural se compone de bosque húmedo tropical y subtropical y ocasionalmente puede encontrarse a lo largo de los bordes del bosque. Su rango altitudinal oscila entre 500 y 1800 m s. n. m..